# Attilio Frizzi
Attilio Frizzi (Udine, 1925. szeptember 14. –) olasz labdarúgó.

## Karrierje
Frizzi első komolyabb klubja a SPAL volt, ahol 2 évet játszott. Utolsó évében, Otello Badialival holtversenyben a Serie B gólkirálya lett. Ezt követően 2 évet töltött a Torino csapatánál, ahol 2 év alatt összesen 21 gólt szerzett.
1951-ben a Genoa csapatához igazolt, amely éppen akkor esett ki a másodosztályba. Első évében rögtön gólkirály lett, 21 góllal. Miután feljutottak, a csapat Frizzivel 4 szezont töltött el a Serie A-ban, itt legjobb teljesítménye 13 gól volt. A Genoánál összesen 61 gólt szerzett, ezzel a klub örökranglistáján a 6. helyen áll.
Karrierjét a másodosztályú AC Marzotto Valdagno csapatában fejezte be, itt összesen csak 7 mérkőzésen játszott, ezeken 1 gólt szerzett.

## Sikerei, díjai
- A másodosztály gólkirálya: 1948–49 (25 gól), 1951–52 (21 gól)